# Un lapin dans le vent
Pour plus de détails, voir Fiche technique et Distribution.
Un lapin dans le vent, ou Un conte à dormir debout (The Windblown Hare), est un cartoon des Looney Tunes réalisé par Robert McKimson mettant en scène les trois petits cochons, Bugs Bunny et le grand méchant loup, sorti en 1949.

## Synopsis
Les trois petits cochons (ils sont identiques mais la couleur de leur tee-shirt est différente) sont furieux car, en lisant le livre de contes, ils savent que dans cette histoire, leurs maisons de paille et de bois seront détruites par le loup. Le cochon au tee-shirt jaune arnaque alors Bugs Bunny en lui vendant sa maison de paille, qui est bientôt détruite par le loup (qui relit systématiquement le livre de contes).
Le scénario se répète avec la maison en bois du cochon au tee-shirt vert. Bugs joue au petit chaperon rouge afin de se venger du loup, avant de s'allier avec lui contre les cochons. Le loup finit par arriver à détruire la maison en briques sous les regards moqueurs puis surpris des cochons, à l'aide de la dynamite manipulée par Bugs.

## Fiche technique
- Animation : John Carey, Phil DeLara, Charles McKimson, Manny Gould, Richard H. Thomas (artiste arrière-plan) et  Cornett Wood (artiste agencement)
- Musique : Carl W. Stalling (directeur de la musique, non crédité) et Milt Franklyn (orchestration, non crédité)
- Montage : Treg Brown (non crédité)
- Production : Edward Selzer (non crédité)
- Société de distribution : Warner Bros. Pictures (cinéma) ; Warner Home Video (VHS et DVD)
- Format : 1,37:1 - Technicolor
- Langue : anglais